# Пам'ятник Ататюрку, його матері та правам жінок
Пам'ятник Ататюрку, його матері та правам жінок (тур. Atatürk, Annesi ve Kadın Hakları Anıtı) розташований на площі Конституції в Каршияку, районі Ізміру (Туреччина).

## Історія
Конкурс на проєкт пам'ятника на честь Мустафи Кемаля Ататюрка в Каршияку було організовано в травні 1971 року. Його підсумки були оголошені 10 листопада 1971 року, переможцями стали скульптор Тамер Башоглу та архітектор Еркал Гюнгерен. Будівництво пам'ятника, присвяченого 50-річчю проголошення Республіки, розпочалося в 1972 році. Його вартість оцінювали в 1,2 мільйона лір, які збирали за рахунок пожертвувань мешканців Каршіякі. Монумент було урочисто відкрито 26 жовтня 1973 року.
У травні 2015 року було оголошено, що пам'ятник, зношений через недбалість та корозію, буде знесений і замінений на більший. Влада Ізміра повідомила, що пам'ятник «становить загрозу життю та безпеці майна». Крім того, Регіональна рада зі збереження культурної спадщини Ізміра відкрила шлях до оновлення пам'ятника, заявивши, що він не є «історичною пам'яткою». Після тендеру, проведеного у квітні 2017 року, з компанією-підрядником було підписано контракт на суму 6,8 мільйона лір. Знесення пам'ятника відбулося 12 червня 2017 року. Позов, поданий з метою скасування рішення муніципалітету про знесення, був відхилений адміністративним судом. Пам'ятник, який був завершений після року будівельних робіт, був відкритий 12 травня 2018 року. Музей «Повага до жінок», створений на площі 110 м2 під пам'ятником, був відкритий для відвідувачів 3 листопада 2018 року. У ньому представлені експозиції, що розповідають про історії життя ста жінок, які зіграли важливу роль в історії Турецької Республіки. Пам'ятник отримав як Європейську, так і Міжнародну премію в галузі нерухомості за 2018 рік у категоріях «Комплекс змішаного призначення» та «Найкращий проєкт у галузі громадських установ».

## Опис
Пам'ятник складається з семи бетонних колон, що виходять із землі по кривих траєкторіях і піднімаються вертикально після проходження через бронзовий пояс. Спочатку планувалося, що колон буде шість, що символізувало б основоположні принципи кемалізму. Але їх стало сім після заперечення Османа Кібара, мера Ізміра від Партії справедливості. Спрямовані вгору колони символізують розвиток у питанні прав жінок у Туреччині. На бронзовому поясі розташовані рельєфи Мустафи Кемаля Ататюрка, його матері Зюбейде-ханим та турецьких жінок.
Початковий пам'ятник мав висоту в 15,54 м, бронзовий пояс, що починається на висоті 3,8 м над землею, мав ширину 1,4 м і діаметр 6,5 м. Найнижча ж колона нового пам'ятника становить у висоту 35,5 м, а найвища — 41,7 м. Новий бронзовий пояс, що починається на висоті 9 м над землею, має ширину 3,5 м.